# Tassilo-Theater
Das Tassilo-Theater war eine private Kleinkunstbühne von 1982 bis 2013 in Nürnberg. Besitzer war Gerd Fischer (1943–2017).

## Geschichte

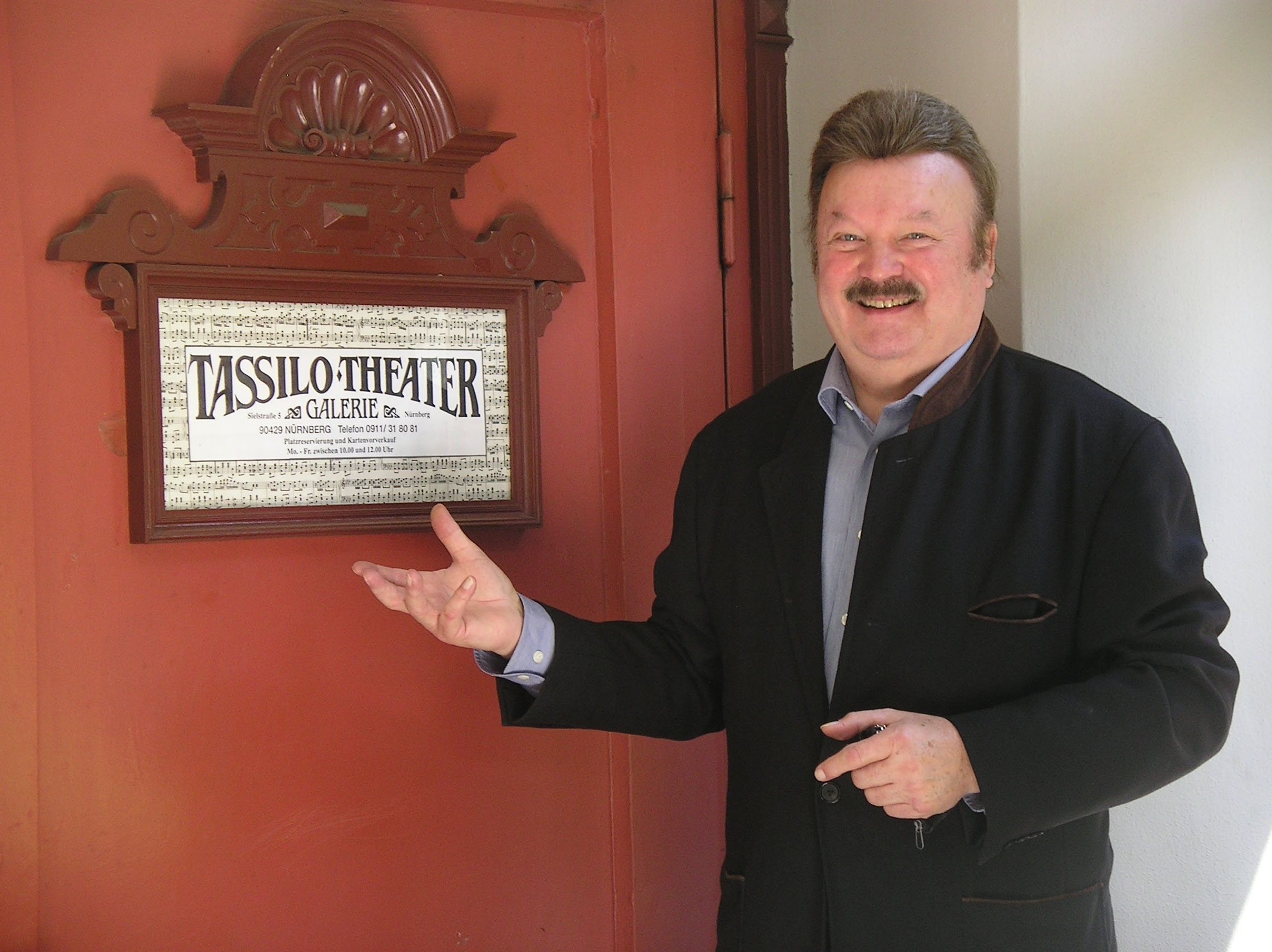
Tassilo-Theater 1982–2013

Das Tassilo-Theater wurde im Februar 1982 von Gerd Fischer in Nürnberg-Gostenhof eröffnet. 1992 eröffnet er zusätzlich noch das Mühlentheater in Möhrendorf-Kleinseebach bei Erlangen als zweites Standbein. Nach 31 Jahren Spielzeit schließt das Tassilo Theater 2013 endgültig.

## Lage und Ausstattung
Das Tassilo befand sich im denkmalgeschützten Gründerzeit-Haus an der Sielstraße 5 in Nürnberg-Gostenhof. Ursprünglich war geplant, dafür den Innenhof zu nutzen und diesen zu überdachen. Da das Bauamt nicht zustimmte, wurde das Theater im Keller gebaut. Dafür wurde der Innenhof tiefer gelegt und der Keller dadurch entsprechend erweitert. Das Kellertheater umfasste 400 Quadratmeter und ermöglichte 250 Sitzplätze, charakteristisch aufgeteilt an kleinen Tischchen. Im Theaterprospekt beschrieben als das „zauberhafte kleine Tische-Theater mit einem Hauch Jugendstil-Charme“.

## Programm
Das Theater lebte von Gerd Fischer als Kabarettist. Er gestaltete einen Mix aus Musik, Kabarett und klassischer Kleinkunst und prägte das Theater mit vielen Soloauftritten. Mit seinem Stück „Operette sich wer kann“, einer musikalischen Kurzfassung von Mozarts Zauberflöte, gab er über 1500 Vorstellungen. Gastkünstler der Kleinkunstbühne waren unter anderem: Duo Er & Sie, Paul Kuhn, Sissi Perlinger, Helen Vita, Egon Helmhagen, Klaus Karl-Kraus, Robert Kreis, Dirk Bach, Paul Sturm, Gabi Lodermeier und Ottfried Fischer. Zusammen mit Christian Peter Rothemund und Wolfgang Riedelbauch stand er fast 20 Jahre als „Labsal-Trio“ auf der Bühne, unter anderem mit „Der fliagade Holländer“.
Die Nürnberger Nachrichten schreibt: „Seine große Zeit hatte das Tassilo vor allem in den späten 80er und frühen 90er Jahren […] Mit seinem damals einzigartigen Brückenschlag von der leichten Klassik hinüber ins Kabarett machte der Nürnberger (Gerd Fischer) Programm für ein eher konservatives Publikum – und hob sich damit vom Gostner Hoftheater ab, der damals einzigen anderen vergleichbaren Kleinkunstbühne in der Stadt (Nürnberg).“

## Rent A Theater
Die nachträglich eingerichteten Bar im Foyer im Erdgeschoss bot Platz für 35 Personen für einen Aperitif vor Beginn der Vorstellung und konnte für 100 Euro extra gemietet werden. Auch der Theatersaal konnte unter dem Stichwort „Rent A Theater“ für damals 400 Euro gemietet werden. 60 bis 90 Personen wurden bewirtet, für eine Firmen- und Privatfeier, mit oder ohne Theatervorstellung. Im Angebot war auch der „ABC-Tarif: Aperitiv – Buffet – Cabarett!“.